# Мелани (певица)
Мелани Энн Сафка-Шекерик (англ. Melanie Anne Safka-Schekeryk), выступавшая под мононимом Мелани; 3 февраля 1947, Куинс, Нью-Йорк, США — 23 января 2024, Нашвилл, Теннесси, США) — американская певица, гитаристка, автор песен.
Наиболее известные её песни: Every Breath You Take, Brand New Key, Lay Down (Candles in the Rain) и What Have They Done To My Song Ma. Всего было продано свыше 25 миллионов её записей по всему миру.

## Биография
Мелани Энн Сафка родилась 3 февраля 1947 года в Нью-Йорке в районе Квинс, в семье эмигрантов. Её отец Фред (урождённый Фёдор Савка) был владельцем сети дискаунт-магазинов, имел украинские корни, а мать — итальянка Полли — до замужества была джазовой певицей, она и решила сделать из дочери артистку. Уже в четыре года Мелани впервые спела для публики в радиошоу Live Like A Millionaire («Живи как миллионер»), а когда ей исполнилось пять, уже могла похвастаться своей первой пластинкой с песенкой «Gimme a Little Kiss».
После школы девушка училась в Американской академии драматического искусства в Нью-Йорке (American Academy of Dramatic Arts), параллельно выступая с фолк-песнями в клубах Гринвич-Виллидж.
Не завершив обучение в Академии, Мелани отказалась от успешно начатой карьеры актрисы, чтобы пойти по стопам матери — она начала петь. В 1967 году она подписала контракт с Columbia Records и выпустила на этом лейбле два сингла. Однако руководство компании не уделяло молодой певице должного внимания, и разочарованная Мелани снова решила стать актрисой. Придя с гитарой на одну из первых кинопроб — для мюзикла — девушка ошиблась дверью и попала в офис фирмы Buddah, где столкнулась с молодым музыкальным продюсером Питером Шекериком (Peter Schekeryk). Родившийся на Украине 23 июня 1942 года, Шекерик уехал в США с родителями в конце Второй мировой войны. Питер стал продюсером Мелани, которая подписала контракт с фирмой Buddah, а вскоре пара обручилась.
Уже первый выпущенный фирмой Buddah сингл с песней «Bobo’s Party» 1969 года занял первое место в хит-параде Франции. Следующий сингл певицы с песней «Beautiful People» также стал большим хитом, но уже в Голландии. Эта песня в её исполнении была горячо принята на Вудстокском фестивале. А в 1970 году на другом рок-фестивале поколения хиппи, проходившем на острове Уайт в Англии, Мелани сорвала больше аплодисментов, чем главная звезда мероприятия Джими Хендрикс.
К тому времени Сафка полностью идентифицировала себя с идеологией хиппи, а следовательно, не признавала насилия, поэтому когда руководство Buddah начало давить на певицу, настаивая, чтобы она признавала законы шоу-бизнеса, регулярно выпускала пластинки и прислушивалась к советам руководства, Мелани распрощалась с этим лейблом и в 1971 году вместе с мужем основала собственную фирму Neighbourhood Records.
Сингл 1970 года «Lay Down» многим понравился, и не в последнюю очередь благодаря участию в его записи хора афроамериканцев Edwin Hawkins Singers. В том же году Мелани удалось попасть и на британский музыкальный рынок с очень оригинальной версией песни «Ruby Tuesday» из репертуара The Rolling Stones.

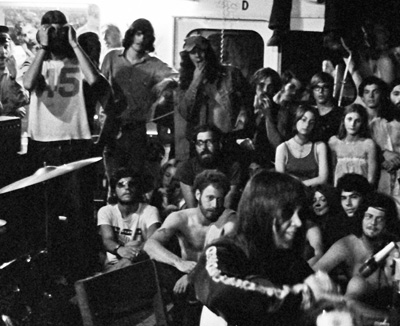
Melanie на свободной сцене «Mr Softee»

Альбом Candles In The Rain (1970) содержал смесь из оригинальных произведений певицы и нескольких кавер-версий, и стал бестселлером по обе стороны Атлантики. Большим успехом Мелани стала песня «Brand New Key», которая возглавила американский чарт и пользовалась не меньшей популярностью в Великобритании.
В 1972 году журнал Billboard назвал Мелани лучшей вокалисткой США. В этом же году она установила своеобразный рекорд американской музыкальной индустрии среди женщин: три композиции Мелани одновременно находились в списке лучших 40 песен Billboard. Сафка оказалась успешной и в качестве автора песен: три из них возглавили хит-парад в исполнении группы The New Seekers, а композицию «What Have They Done To My Song Ma?» («Что они сделали с моей песней, мама?») включил в свой репертуар легендарный джазовый певец Рэй Чарльз.
После 1973 года, отойдя от активной концертной деятельности и став матерью троих детей, Мелани стала пресс-секретарём детского фонда ООН — ЮНИСЕФ. В дальнейшем она концертировала от имени этого подразделения ООН и собирала деньги для других благотворительных организаций. Как представитель ЮНИСЕФ, Мелани выступала в те времена с концертами и за «железным занавесом», в частности, в Румынии и Югославии. Она была первой артисткой, которая выступала на Генеральной ассамблее Организации Объединённых Наций (задолго до знаменитого Стиви Уандера). Там она выступила с песней, которую специально написала к 50-й юбилейной Генеральной ассамблее ООН. Позже, в 1988 году, Мелани была приглашена на Олимпийский стадион в Москве во время саммита Мира.
В 1982 году Мелани Сафка выпустила альбом-возвращение Arabesque под лейблом RCA. Через год её сингл «Every Breath of the Way» попал в середину британских списков популярности и привел к серии концертов в Англии. Студия Neighborhood возобновила свою деятельность, чтобы выпустить последний альбом Мелани Seventh Wave («Седьмая волна»).
В конце 1980-х годов Мелани Сафка возвращается снова как автор музыки к популярному телеспектаклю «Красавица и чудовище». В 1989 году она получила высшую телевизионную награду «Эмми» как автор текста песни «The First Time I Loved Forever» («Первый раз я полюбила навсегда»), которая звучала в этом спектакле. Кроме того, станцевала с Тиной Тёрнер в телевизионном шоу The Everly Brothers, а также с успехом выступила на 20-й годовщине Вудстокского фестиваля.
В 1990-х годах певица продолжала периодически выступать по клубам в США и на фестивалях в Европе. Так, в июле 1994 года она была хедлайнером Sidmouth Folk Festival в Англии, где её принимали 40 тысяч зрителей. На Dranouter Folk Festival в Бельгии её как главную звезду слушало 38 тысяч посетителей.
Проживала вместе с семьёй в американской столице музыки кантри — городе Нэшвилл, штат Теннесси. Трое их с Питером детей — Лейла, Джорди и Бо-Джаред — также музыканты. Бо-Джаред, в частности, одарённый гитарист и сопровождал мать на концертах.
Мелани называла себя либертарианкой.
Скончалась на 77-м году жизни 23 января 2024 года в Нашвилле.

## Дискография
1. Born to Be (aka My First Album), November 1968
2. Melanie (aka Affectionately Melanie), December 1969 (US # 196)
3. Candles in the Rain, September 1970 (US #17 — Gold record, U.K #5, Australia #2, Canada #5, Norway #20, Germany #16)
4. Leftover Wine, November 1970 (US #33, U.K #22, Australia #8, Canada #22, Germany #31)
5. R.P.M. (Revolutions Per Minute) (саундтрек), 1970 (US #148)
6. The Good Book, May 1971 (US #80, U.K #9, Australia #29, Canada #26, Norway #20, Germany #29)
7. All the Right Noises (саундтрек), August 1971
8. Gather Me, December 1971 (US #15 — Gold record), U.K #14, Australia #9, Canada #14, Norway #25)
9. Garden In The City, 1972 (US #115, U.K #19, Australia #38)
10. The Four Sides of Melanie*, 1972 (US #103, U.K #23)
11. Stoneground Words, November 1972 (US #70, Australia #69, Canada #34)
12. Melanie at Carnegie Hall, 1973 (US #109)
13. Please Love Me*, 1973 (US)
14. Madrugada, May 1974 (US #192)
15. As I See It Now, February 1975
16. Sunset and Other Beginnings, October 1975
17. Photograph, 1976 (Australia #84) (re-issued on CD as Photograph (Double Exposure) in 2005)
18. Phonogenic — Not Just Another Pretty Face, September 1978
19. Ballroom Streets, August 1979
20. Arabesque, August 1982
21. Seventh Wave, September 1983
22. Am I Real or What, 1985
23. Cowabonga — Never Turn Your Back on a Wave, April 1988
24. Precious Cargo, 1991
25. Silence Is King, February 1993
26. Freedom Knows My Name, 1993 (US)
27. Old Bitch Warrior, February 1996
28. Recorded Live @ Borders, 1996
29. These Nights, 2001
30. Victim of the Moon 2002
31. Crazy Love, 2002
32. Moments from My Life, 2003
33. Paled By Dimmer Light, 2004